# Pallacanestro alla XXIV Universiade - Torneo femminile
Il Torneo di pallacanestro femminile della XXIV Universiade si è svolto a si è svolto a Bangkok, Thailandia, nel 2007.

## Classifica
| -       | Paese         | Formazione |
| ------- | ------------- | --- |
| Oro     | Australia     | Afeaki · Foley · Hurst · King · Perera · Richards · Smith M · Smith T · Thomas · Warren · Wilson · Woodyard · All.: Carrie Graf                                |
| Argento | Russia        | Beljakova · Gavrilica · Gyrdymova · Jakovleva · Jumašina · Južakova · Koroleva · Lapteva · Machlina · Nikitina · Petrakova · Psareva · All.: Aleksandr Kovalëv |
| Bronzo  | Polonia       | Babicka · Bibrzycka · Czubak · Gawrońska · Jujka · Krężel · Pamuła · Piekarska · Piotrkiewicz · Podziemska · Zalesiak · Żurowska · All.: Dariusz Maciejewski   |
| 4.      | Rep. Ceca     | |
| 5.      | Taipei cinese | |
| 6.      | Stati Uniti   | |
| 7.      | Canada        | |
| 8.      | Turchia       | |
| 9.      | Cina          | |
| 10.     | Mozambico     | |
| 11.     | Serbia        | |
| 12.     | Giappone      | |
| 13.     | Lettonia      | |
| 14.     | Thailandia    | |
| 15.     | Brasile       | |
| 16.     | Corea del Sud | |
| 17.     | Lituania      | |